# ضفائر على رأس أصلع (فلم)
ظفائر على رأس أصلع (بالإنجليزية: Braids on a Bald Head)، هُو فيلم قصير نيجيري صدر سنة 2010 وأخرجه إيشايا باكو. فاز الفيلم بجائزة أفضل فيلم قصير خلال حفل توزيع جوائز الأكاديمية الأفريقية للأفلام سنة 2012.

## وصلات خارجية
- مقالات تستعمل روابط فنية بلا صلة مع ويكي بيانات